# 高木勇夫 (西洋史学者)
高木 勇夫（たかぎ いさお、1950年 - ）は、西洋史学者、名古屋工業大学名誉教授。

## 人物・来歴
名古屋市生まれ。名古屋大学文学部（史学科）卒、同大学院文学研究科後期課程（西洋史専攻）満期退学。その間、文部省海外派遣学生として米国オバーリン大学に留学。名古屋工業大学助教授、教授。2016年定年退任、名誉教授。専攻は近代フランス政治社会史。スポーツ史学会理事を務めた。

## 著書
- 『フランス身体史序説 宙を舞う<からだ>』 (スポーツ学選書）叢文社, 2002.6
- 『19世紀パリ・オデッセイ 帽子屋パチュロとその時代』叢文社, 2004.6

### 共編著
- 『近代スポーツの超克 ニュースポーツ・身体・気』 (スポーツ史叢書）松本芳明,野々宮徹共編. 叢文社, 2001.9
- 『〈からだ〉の文明誌 フランス身体史講義』編著. 叢文社, 2003.4
- 『快優伝説 ルメートル=マケール問題』編著. 叢文社, 2006.4

### 翻訳
- ドリンダ・ウートラム『フランス革命と身体 性差・階級・政治文化』平凡社, 1993.7
- ルイ・レーボー『帽子屋パチュロの冒険』ユニテ, 1997.10